# Glick
Glick ist ein Familienname.

## Herkunft und Bedeutung
Der Name ist die jiddische oder aschkenasische Form von Glück.

## Bekannte Namensträger
- Allen Glick (* 1942), US-amerikanischer Kasinobesitzer
- Deborah Glick (* 1950), US-amerikanische Politikerin
- Gary Glick (1930–2015), US-amerikanischer American-Football-Spieler
- George Washington Glick (1827–1911), US-amerikanischer Politiker und Gouverneur von Kansas
- Gideon Glick (* 1988), US-amerikanischer Schauspieler
- Jehuda Glick (* 1965), israelischer Rabbiner und Politiker
- Lilo Kantorowicz Glick († 2013), US-amerikanische Musikerin
- Shav Glick († 2007), US-amerikanischer Journalist
- Srul Irving Glick (1934–2002), kanadischer Komponist und Dirigent